# Leszek Lewandowski (ur. 1960)
Leszek Lewandowski (ur. 1960 w Świerklańcu) – polski artysta plastyk i organizator życia artystycznego.  

## Życiorys
Jest absolwentem (1988, z wyróżnieniem) katowickiego Wydziału Grafiki Akademii Sztuk Pięknych w Krakowie (ASP). Stopień doktora z zakresu sztuki (na podstawie pracy Iluzja w przestrzeni lub dyskretny urok postmodernizmu) uzyskał na Uniwersytecie Artystycznym w Poznaniu w 2011. Otrzymał stypendia twórcze: Transfer (1998) oraz  Ministra Kultury i Sztuki (1990, 2000, 2007). Odbył rezydencje artystyczne: Transfer (1997), Ostrawa (2007), Czeski Krumlow (2009).  

## Twórczość artystyczna

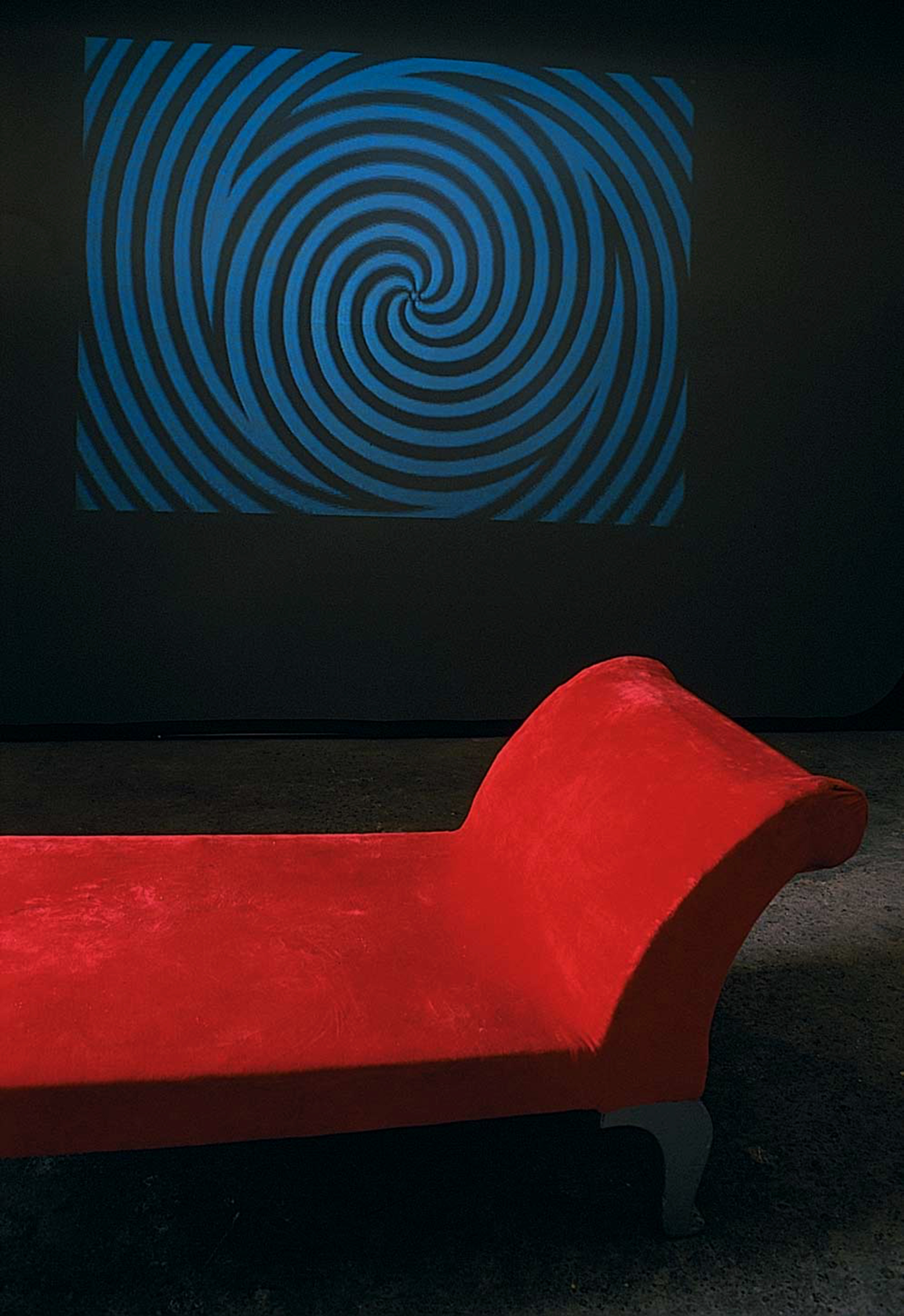
Pokój zwierzeń, instalacja wideo (2002)

W twórczości (głównie kreacje obiektów artystycznych) wykorzystuje „precyzyjne wytyczne matematyczne oraz wiedzę z zakresu optyki”. Łączy „racjonalne z tym co irracjonalne w obliczu matematycznej precyzji”. „Jego prace łączą w sobie tradycje sztuki kinetycznej, op-artu i abstrakcji geometrycznej. Interesują go zagadnienia z dziedziny optyki, analiza naszego widzenia i postrzegania”. „Buduje obiekty lub konstruuje instalacje, które poddają reakcje naszych zmysłów w wątpliwość”. Przykładem jest obiekt „Imaginoskop” wystawiony w 2015, „którego celem jest wprowadzenie widza w rodzaj transu”. 
Jego prace znajdują się w zbiorach: Muzeum Okręgowego w Bydgoszczy, Galerii Arsenał w Białymstoku, Kolekcji Regionalnej Zachęty Sztuki Współczesnej w Szczecinie, Śląskiej Kolekcji Sztuki Współczesnej, Muzeum Górnośląskiego w Bytomiu, BWA w Lublinie, Instytutu Sztuki Wyspa w Gdańsku, Muzeum Narodowego w Krakowie, PKO Banku Polskiego, Art Centrum w Czeskim Krumlowie, Anya Tish Gallery w Houston w USA oraz w kolekcjach prywatnych. Autor ok. 35 wystaw indywidualnych i uczestnik wielu wystaw zbiorowych, także międzynarodowych.  

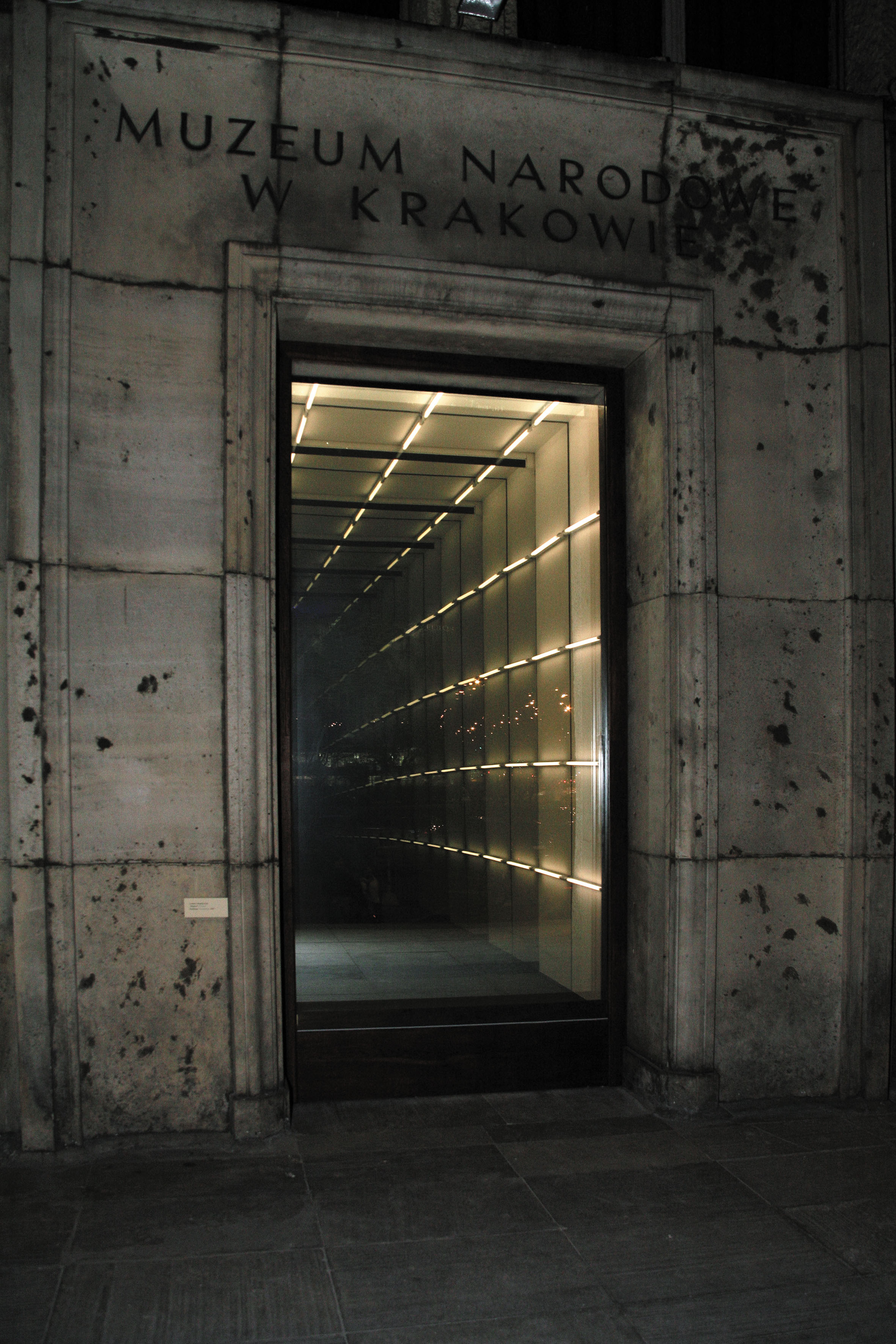
Wejście, instalacja w Muzeum Narodowym w Krakowie (2007)

Jest animatorem życia kulturalnego z zakresu sztuki alternatywnej, głównie na Śląsku. Prowadził (1992–1998) galerię Kronika w Bytomiu. W Górnośląskim Centrum Kultury powołał w 1998 do istnienia galerię „Sektor I” otwartą na fenomeny powstające na styku sztuk wizualnych i na instalacje multimedialne. Był autorem koncepcji Biennale Sztuki Współczesnej – Art Sektor. Był członkiem komisji Śląskiej Kolekcji Sztuki Współczesnej. W latach 2012 – 2017 był wykładowcą z zakresu intermediów na wydziale rzeźby ASP w Krakowie. Od 2007 jest wiceprezesem Fundacji Sektor w Katowicach (obecnie w Jaworznie), którą prowadzi wspólnie z Moniką Lewandowską. 

### Wystawy indywidualne
- Galeria Bielska BWA, Bielsko-Biała – 2015[5]
- Mazowieckie Centrum Sztuki Współczesnej „Elektrownia”, Radom – 2018[3]
- Instytut Sztuki Wyspa, Gdańsk – 2018[8]